# 阿尔马拉斯
阿尔马拉斯，是西班牙埃斯特雷马杜拉卡塞雷斯省的一个市镇。总面积34平方公里，总人口1480人（2001年），人口密度44人/平方公里。